# Naotake Hanyu
Naotake Hanyu (Chiba, 22. prosinca 1979.) bivši je japanski nogometaš.

## Klupska karijera
Igrao je za JEF United Chiba, FC Tokyo i Ventforet Kofu.

## Reprezentativna karijera
Za japansku reprezentaciju igrao je od 2006. do 2008. godine. Odigrao je 17 utakmice.
S japanskom reprezentacijom Naotake Hanyu je igrao na Azijskom kupu 2007.

## Statistika
| Japan  | Japan | Japan |
| Godina | Nast. | Gol.  |
| ------ | ----- | ----- |
| 2006.  | 5     | 0     |
| 2007.  | 7     | 0     |
| 2008.  | 5     | 0     |
| Ukupno | 17    | 0     |

## Vanjske poveznice
- National Football Teams
- Japan National Football Team Database